# Let the Love Go On
Let The Love Go On er det andet studiealbum fra den danske eurodanceduo Me & My. Det blev udgivet i 1999.
Singlen "Let The Love Go On" nåede #11 på Tjeklisten. Sangen "So Many Men" brugt i computerspillet Dance Dance Revolution 3rdMix, der udkom i 1999.

## Spor
1. I'm On My Way
2. Loving You
3. I'm Going Down
4. You Left Me
5. Let The Love Go On
6. Take Me Back
7. Every Single Day
8. So Many Men
9. That's The Way Life Is
10. You Do That Thing

Japansk version
1. I'm On My Way
2. So Many Men
3. Loving You
4. That's The Way Life Is
5. Take Me Back
6. You Left Me
7. Let The Love Go On
8. I'm Going Down
9. Every Single Day
10. You Do That Thing
11. Loving You (US Radio Mix) [Japan Bonus Track]